# 톰 데일리
토머스 로버트 "톰" 데일리 OBE(영어: Thomas Robert "Tom" Daley, 1994년 5월 21일~)는 잉글랜드의 다이빙 선수이다.

## 경력
플리머스 출신이다. 3세 때부터 수영을 시작하였으며, 8세부터 본격적으로 다이빙을 시작하였다. 2005년부터 국가대표가 되었고, 15살인 해에 개최한 2008년 베이징 올림픽 예선 월드컵에서 7위를 차지하여 최연소로 올림픽 출전권을 획득하였다. 유럽 수영 선수권 대회에서 13세의 나이에 다이빙 부문에서 우승하였다. 베이징 올림픽에서는 다이빙에서 7위에 입상한다. 2009년 로마 세계 수영 선수권 대회에서 다이빙에서 금메달을 획득하였다. 2012년 런던 올림픽에서 다이빙 개인전 동메달을 흭득하였다.

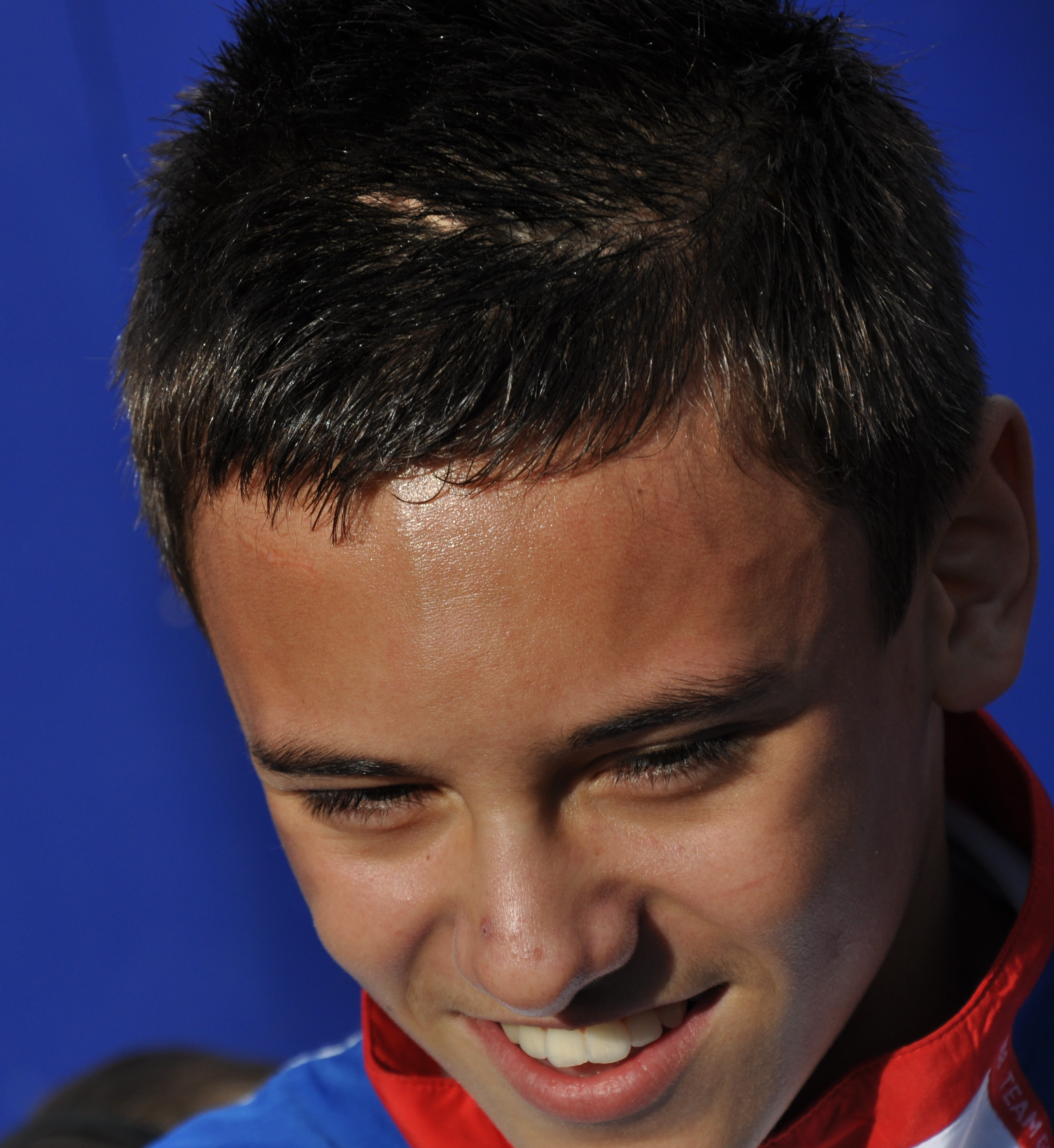
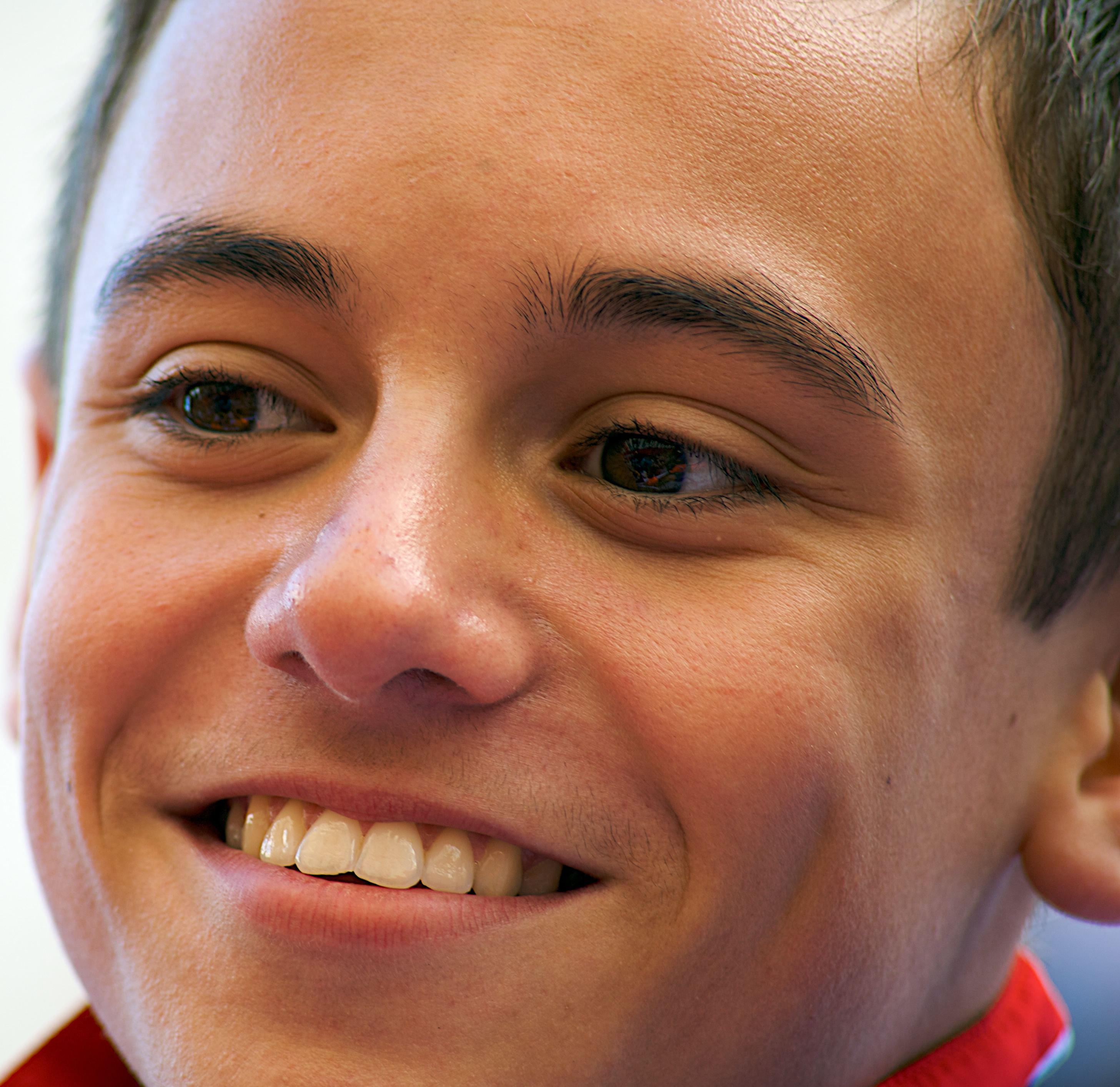
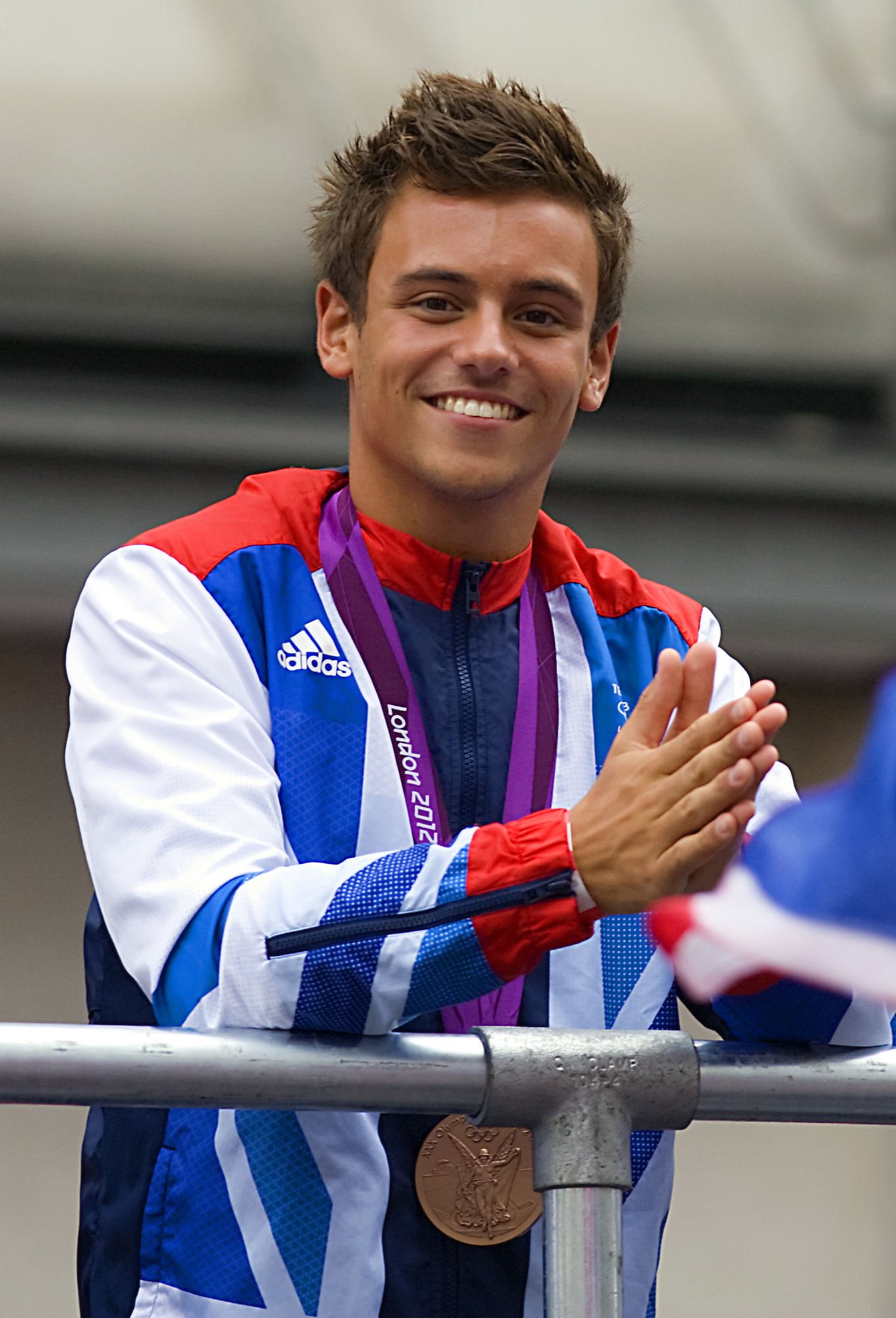
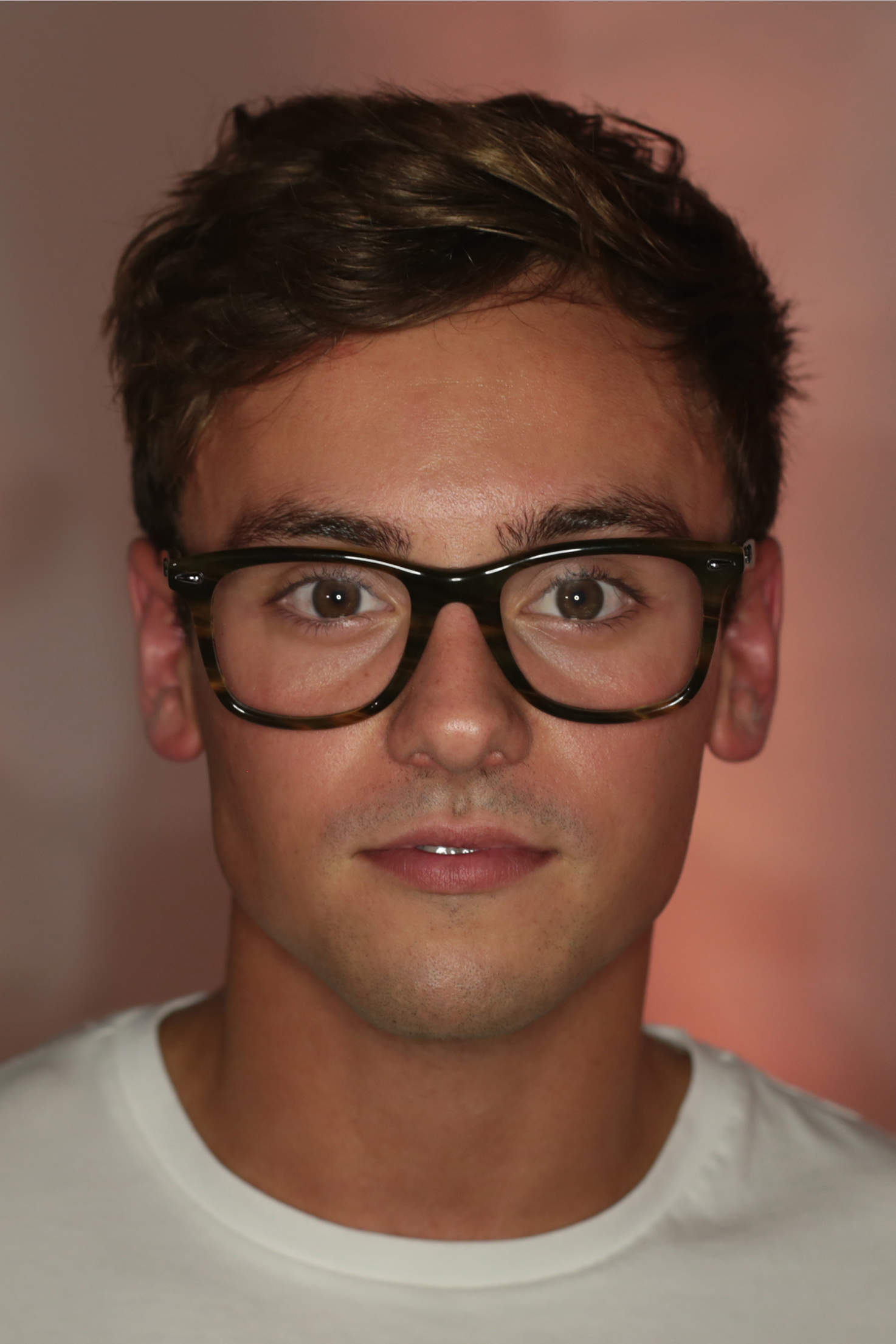

## 생애
톰 데일리의 아버지 로버트 데일리는 2011년 5월 28일 만 40세의 나이로 뇌종양이 악화돼 사망하였다. 2012년 톰 데일리는 출연진들이 12살때의 삶으로 돌아가 체험하는 CBBC방송국의 프로그램 《12 Again》에 출연하였다.
2013년 12월 2일 그는 2013년 초부터 한 남성과 연애 관계를 맺고 있다며 유튜브를 통해 양성애자임을 공개하였다.